# Harzer Klosterwanderweg
Der Harzer Klosterwanderweg ist ein 116 Kilometer langer Streckenwanderweg am Nordrand des Harzes. Er verbindet ehemalige Klöster, Kirchen und kirchliche Bildungseinrichtungen zwischen dem niedersächsischen Goslar und der Stadt Halberstadt in Sachsen-Anhalt.

## Beschreibung

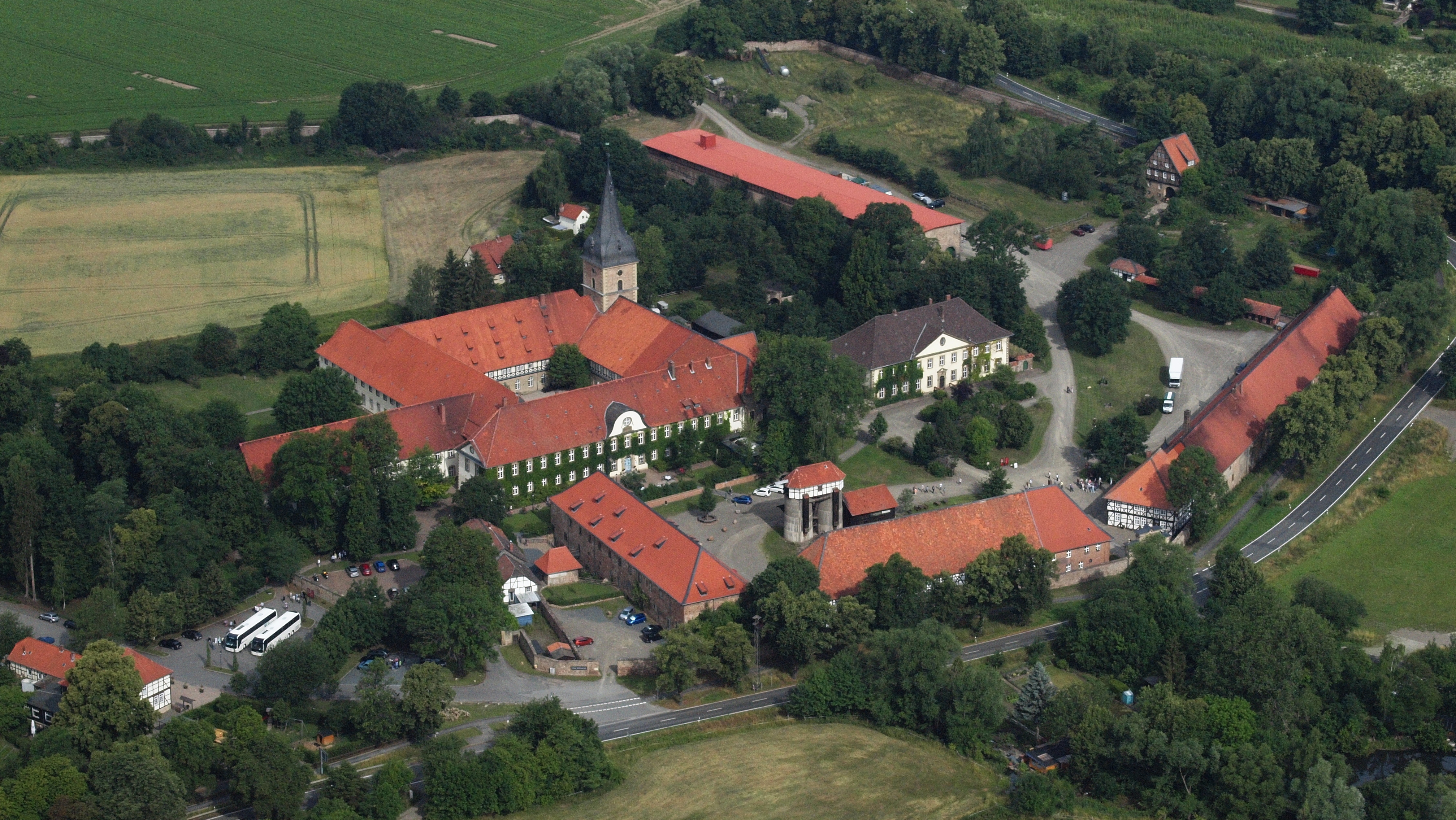
Luftaufnahme des Klosters Wöltingerode (2015)

Entlang des Wanderweges wurden im Jahr 2016 insgesamt 15 sogenannte „Engelsbänke“ aufgestellt, die seitdem um weitere Bänke ergänzt wurden. Seit 2017 existieren zudem rote Stempelkästen der Harzer Wandernadel, die in einem entsprechenden Begleitheft gesammelt werden können. Als Leistungsabzeichen wird beim Nachweis aller Stempel eine Wandernadel mit einem kupfernen Pilgerkreuz vergeben. Der Klosterwanderweg wurde 2019 um einen Streckenabschnitt von Thale über Gernrode nach Quedlinburg erweitert. Mit der Streckenerweiterung von Quedlinburg nach Halberstadt kamen im Frühjahr 2024 weitere Stempelstellen hinzu.
Die folgenden 15 Stempelstellen befinden sich am Harzer Klosterwanderweg:
- Neuwerkkirche Goslar
- Stiftskirche St. Georg, Grauhof bei Goslar
- Kloster Wöltingerode bei Vienenburg
- Kloster Ilsenburg
- Kloster Drübeck
- Sankt-Laurentius-Kirche in Darlingerode
- Reste des Klosters Himmelpforten bei Wernigerode
- St.-Johannis-Kirche in Wernigerode
- Kloster Michaelstein bei Blankenburg (Harz)
- Bergkirche St. Bartholomäus in Blankenburg (Harz)
- Kloster Wendhusen in Thale
- Stiftskirche St. Cyriakus in Gernrode
- Kloster St. Marien auf dem Münzenberg in Quedlinburg
- Dom zu Halberstadt
- Kloster St. Burchardi in Halberstadt

## Etappen
Auf der offiziellen Website werden folgende Etappen vorgeschlagen:
- Neuwerkkirche Goslar – Kloster Grauhof – Kloster Wöltingerode, Vienenburg (14 km)
- Kloster Wöltingerode, Vienenburg – Kloster Ilsenburg (20 km)
- Kloster Ilsenburg – Kloster Drübeck – Laurentiuskirche Darlingerode – Kloster Himmelpforten – Johanniskirche Wernigerode (11 km)
- Johanniskirche Wernigerode – Kloster Michaelstein – Bergkirche St. Bartholomäus in Blankenburg (20 km)
- Bergkirche St. Bartholomäus in Blankenburg – Kloster Wendhusen in Thale (13 km)
- Kloster Wendhusen in Thale – Stiftskirche St. Cyriakus in Gernrode – Kloster St. Marien in Quedlinburg (20 km)
- Kloster St. Marien in Quedlinburg – Dom zu Halberstadt – Burchardikloster Halberstadt (22 km)

## Bilder

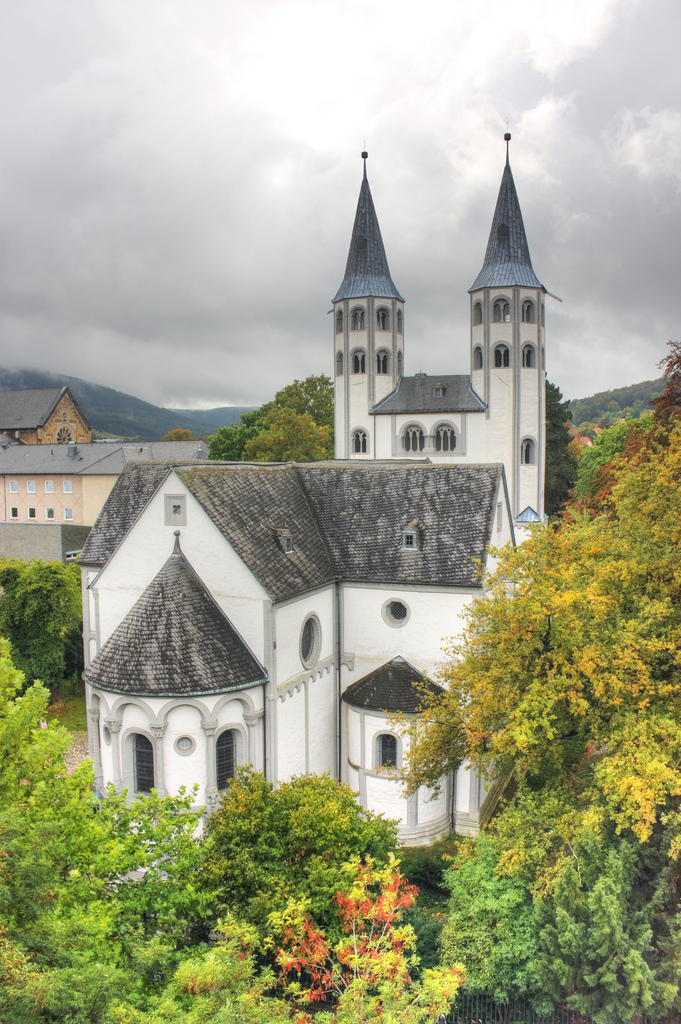
Nordostansicht der Neuwerkkirche Goslar
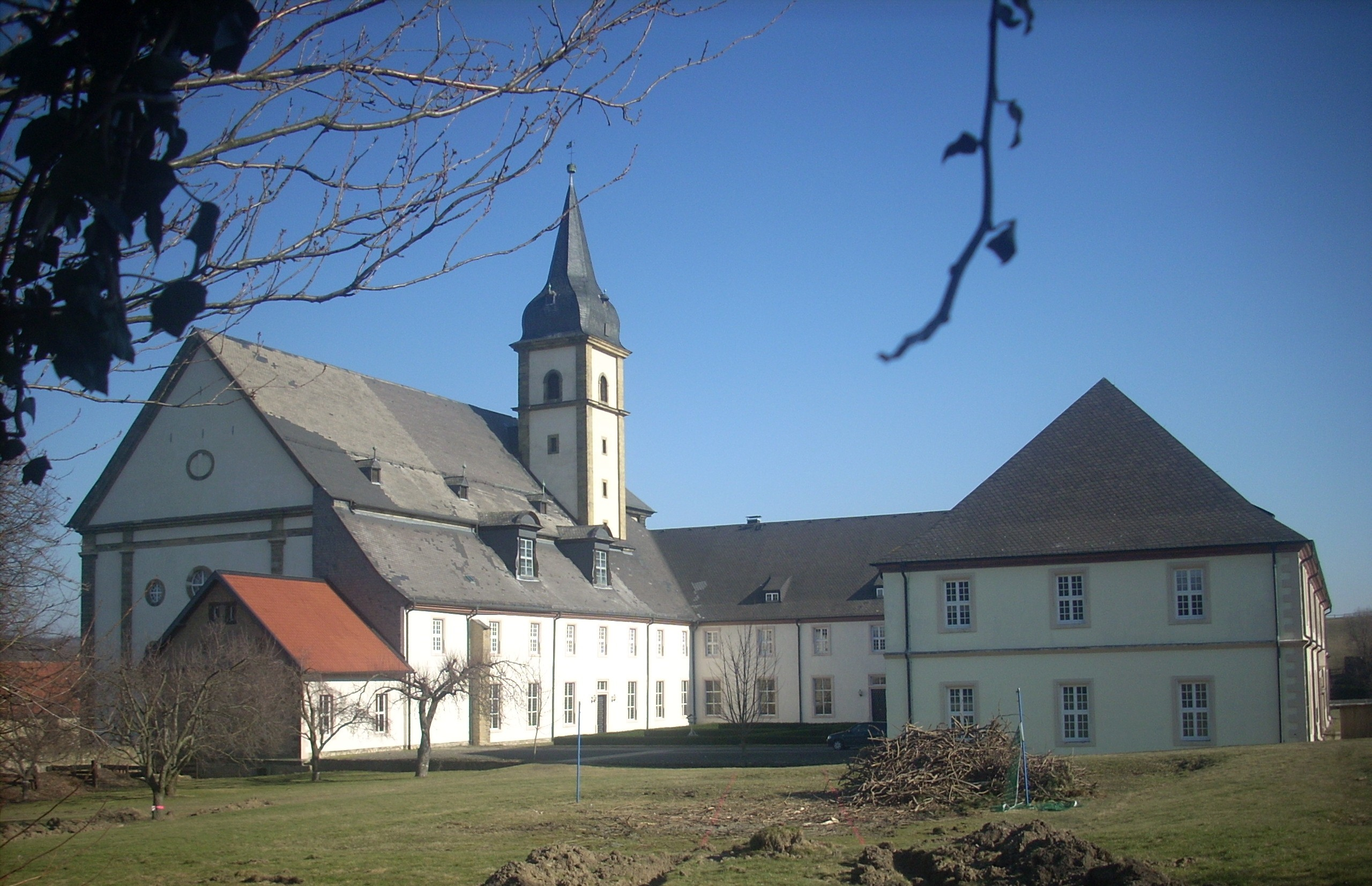
Stiftskirche St. Georg und ehemalige Konventsgebäude
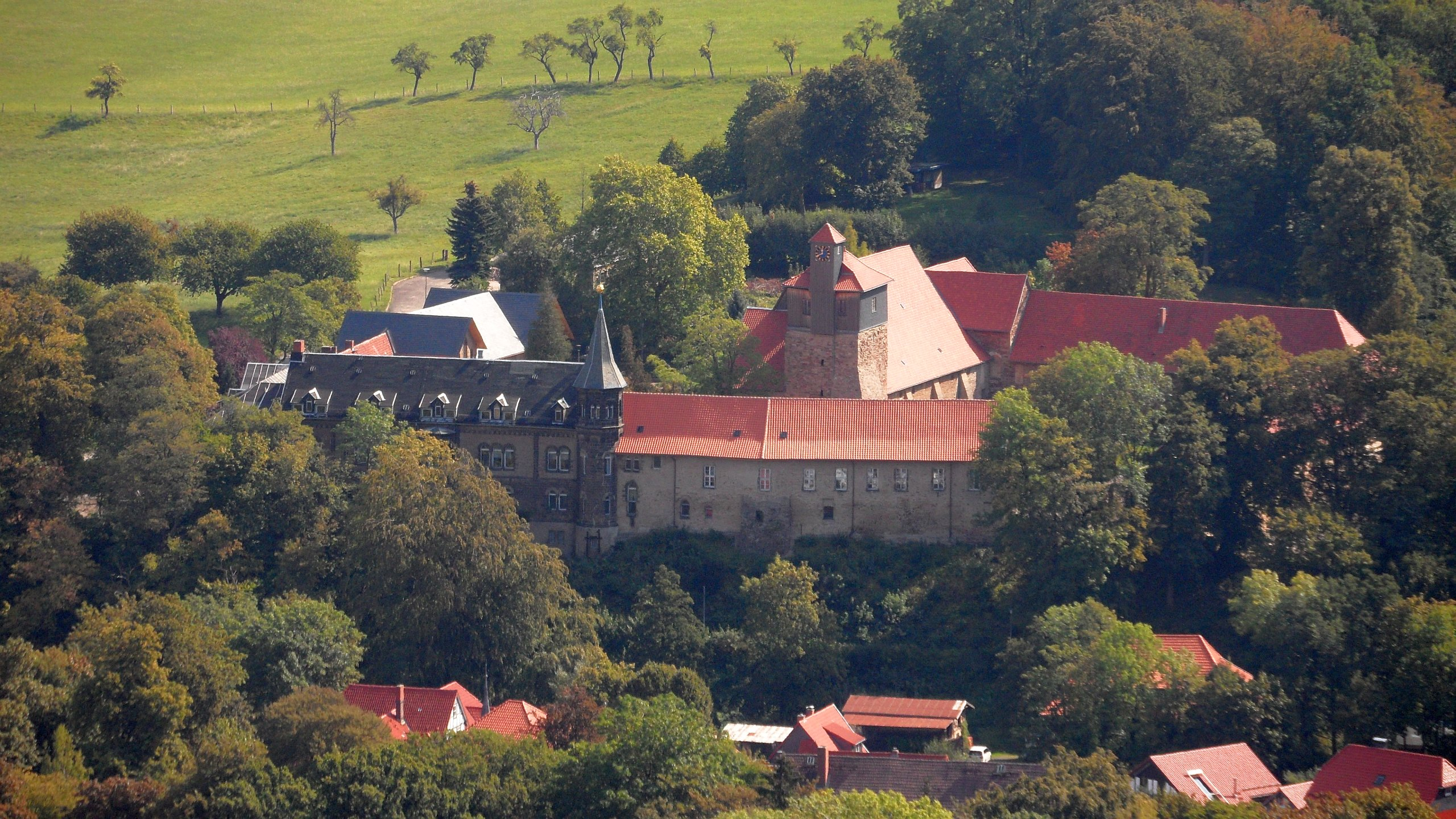
Blick auf Kloster Ilsenburg vom Buchberg
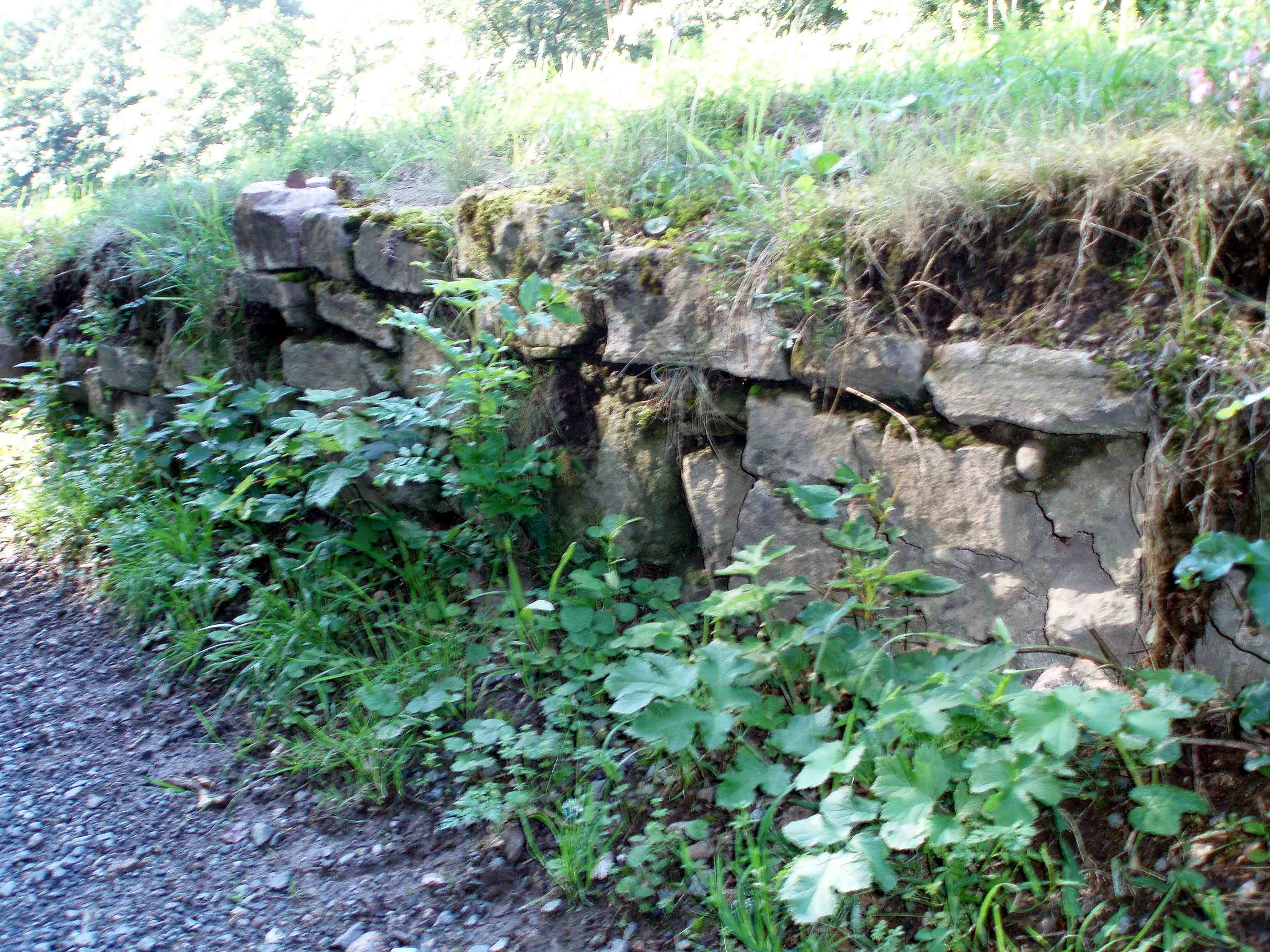
Mauerreste des Klosters Himmelpforten
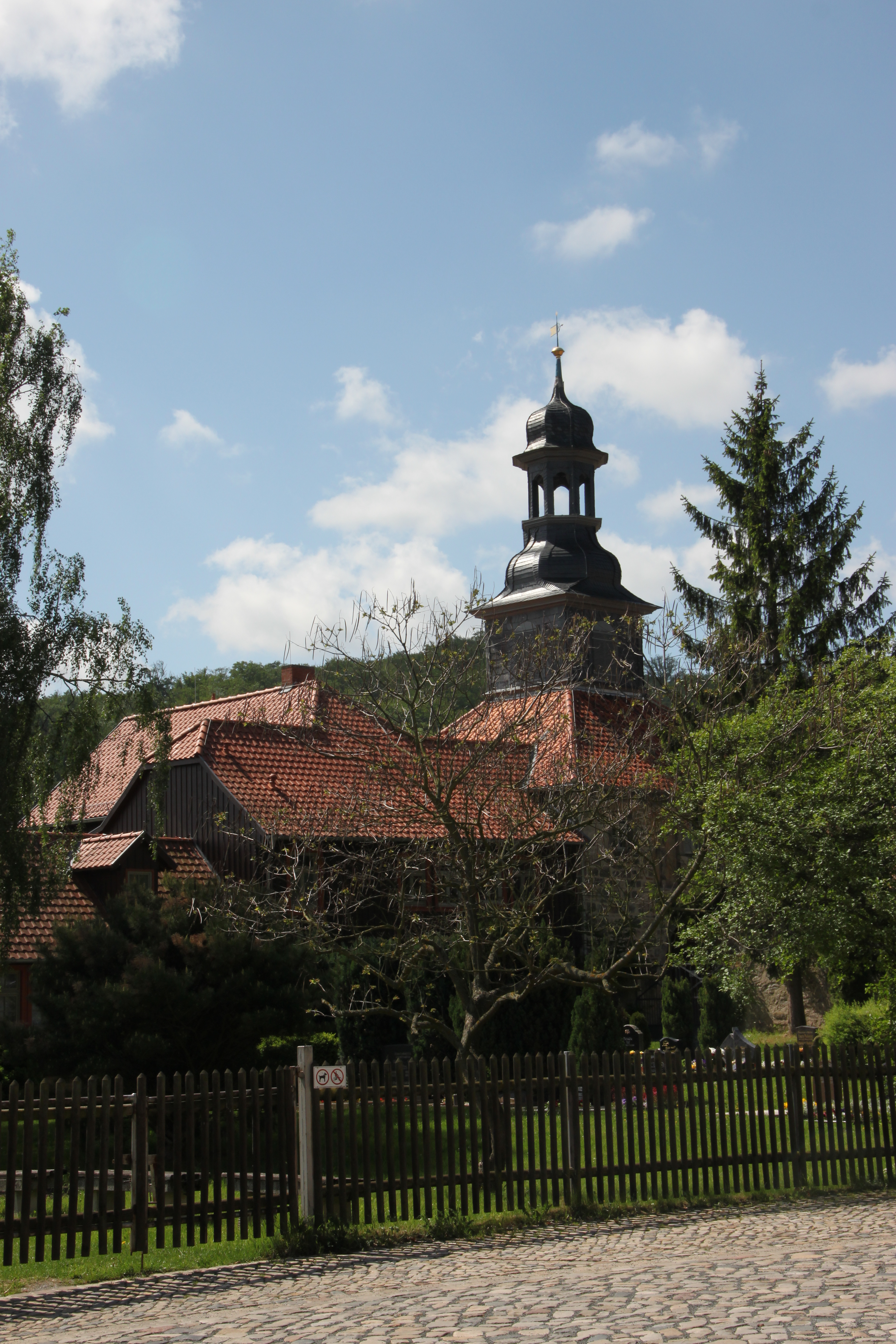
Außenansicht des Klosters Michaelstein
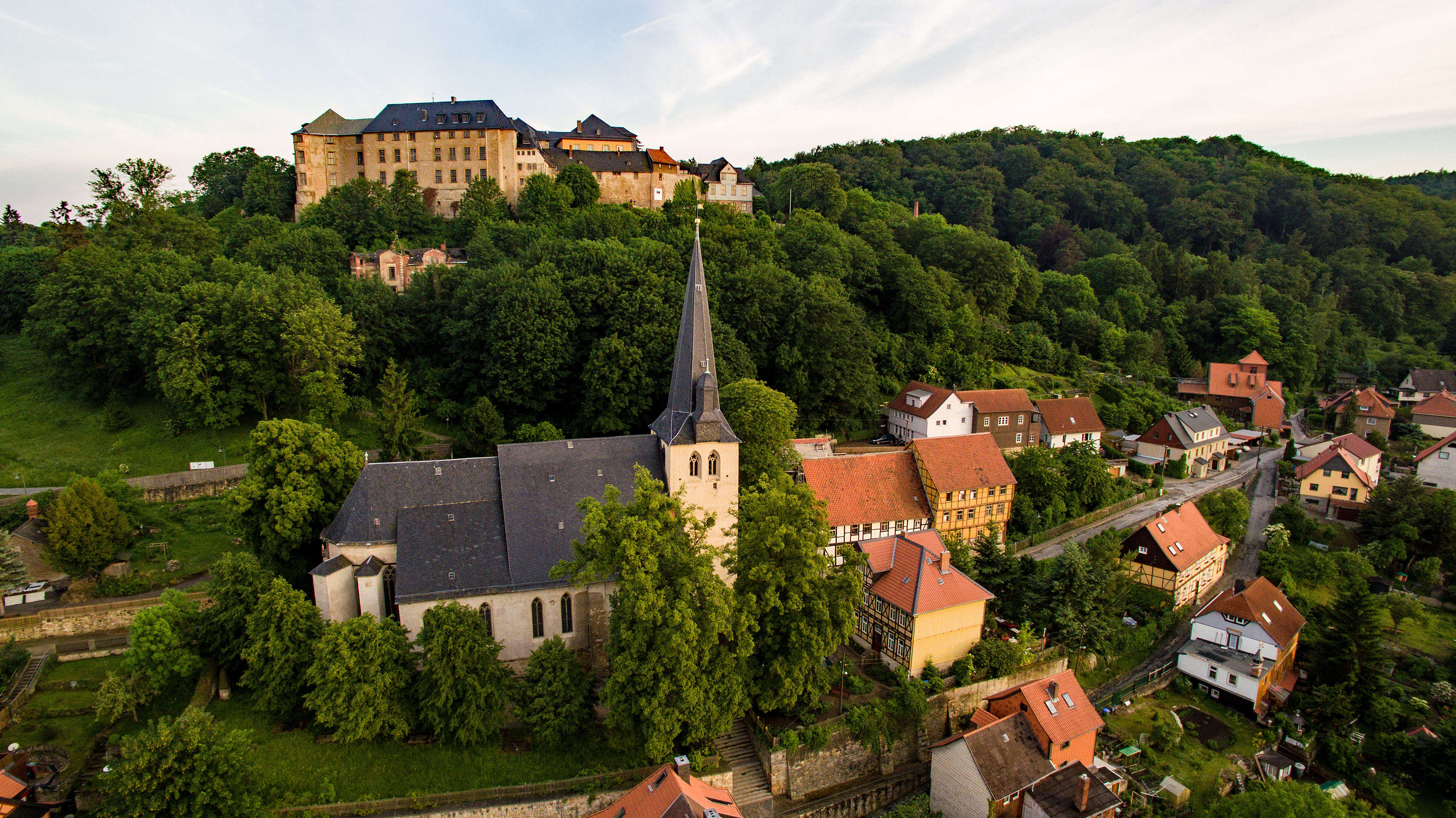
Bergkirche St. Bartholomäus unterhalb des Schlosses Blankenburg
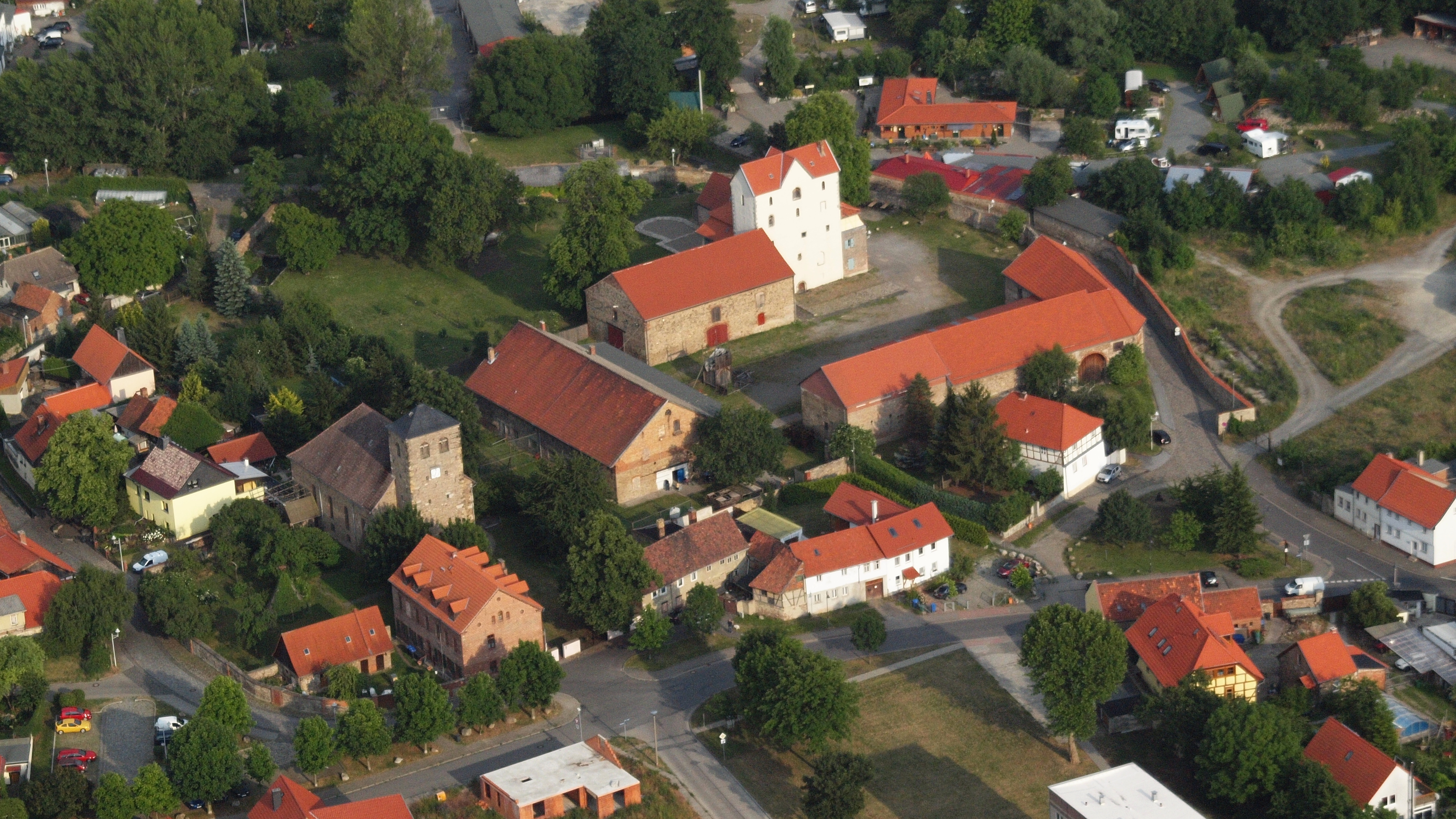
Luftaufnahme des Klosters Wendhusen (2015)